# Pahulu
Pahulu är magins gudinna inom Hawaiis mytologi. 